# Microcymatura
Microcymatura – rodzaj chrząszczy z rodziny kózkowatych i podrodziny zgrzypikowych.

## Zasięg występowania
Przedstawiciele tego rodzaju występują w Afryce Środkowej Zachodniej.

## Systematyka
Do Microcymatura należą 4 gatunki:
- Microcymatura antennalis
- Microcymatura flavipennis
- Microcymatura flavodiscalis
- Microcymatura macropthalma.